# قفل عشق

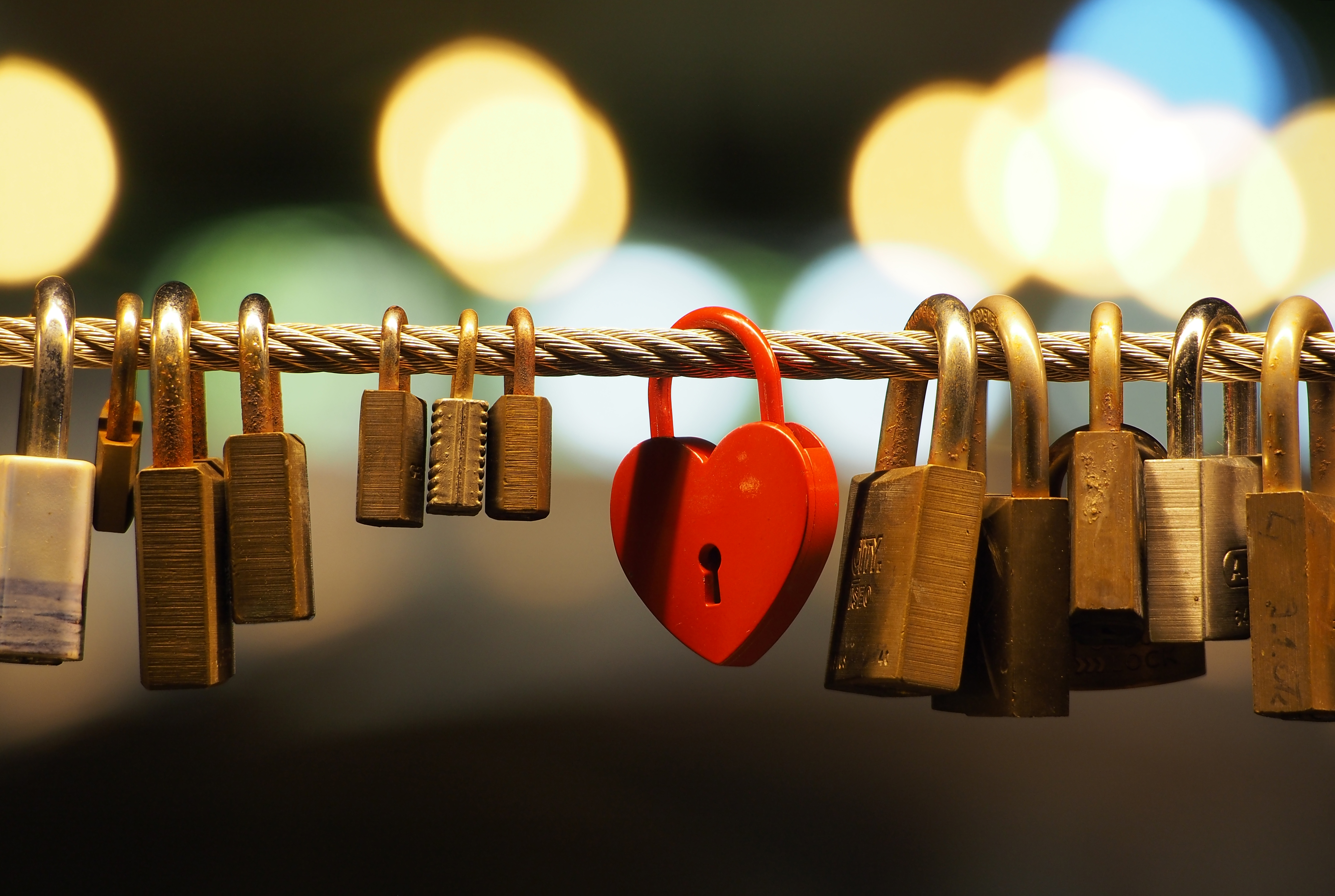
قفل‌های عشق بر روی پل لیوبیلیانا، اسلوونی

قفلی که عشاق به نشانۀ عشق خود به پل، حصار، دروازه یا وسایل عمومی می‌بندند. معمولاً نام عشاق یا حرف اول اسم آن‌ها، بر روی قفلی نوشته و کلید آن به نشانۀ عشق ابدی بین آن‌ها، دور انداخته می‌شود. از دهۀ ۲۰۰۰ میلادی بکارگیری قفل عشق به گونه‌ای تصاعدی در سرتاسر جهان گسترش یافت. با اینکه امروزه بسیاری از مسئولین شهرداری‌ها از آن‌ها به عنوان زباله و نوعی خراب‌کاری یاد کرده و برای حذف آن‌ها متحمل هزینه می‌شوند اما مسئولینی نیز وجود دارند که قفل‌های عشق را به عنوان وسیله‌ای برای جلب کمک‌های خیرخواهانه و جاذبه‌های توریستی می‌دانند.
پل مشهوری در پاریس که عشاق به نشان وفاداری به یکدیگر به آن قفل می‌آویزند، زیر بار سنگین چند تن فولاد خم به ابرو آورده‌ است. پاریس که به «شهر عشق» مشهور است اما از قرار معلوم بار عشق بیش از اندازه زیاد شده‌ است. ۲ متر و ۴۰ سانتی‌متر از «پون ده آر» (Pont des Arts) زیر بار چند تنی قفل‌ها شکم داده‌ است. این پل پیاده‌رو در قلب پایتخت فرانسه موزه نام‌آشنای لوور را به کرانه دیگر رود «سِن» متصل می‌کند. مدت‌هاست که دلدادگان به دلیل نبود جا قفل‌ها را در ردیف دوم و سوم می‌آویزند.
شاید در ابتدا این پل خود به جاذبه‌ای توریستی تبدیل شده بود اما به دلیل سنگینی زیاد پل و احتمال خرابی آن، شهرداری بعد از جدا کردن تمام قفل‌ها به دور منطقه دسته‌های پل، محفظه‌ای شیشه‌ای نصب کرده که به این شکل از زدن قفل به آن جلوگیری کند.

## تاریخچه
داستان قفل عشق به حداقل صد سال پیش و به قصه‌ای غم‌انگیز صربستانی که مربوط به جنگ جهانی اول است، برمی‌گردد. در این داستان به "پلِ عشق " (Most Ljubavi: تلفظ صربستانی مُست لوباوی) که در شهر چشمه‌ های آبگرم وِرنیاجکا بانیا (Vrnjačka banja) واقع شده، اشاره می‌شود. یک خانم آموزگار به نام "نادا" (Nada) که اهل شهر وِرنیاجکا بانیا است، عاشق افسری صرب به نام "رِلیا" (Relja) می‌شود. بعد از اینکه نامزد می‌کنند، رلیا برای جنگ به یونان می‌رود و در شهر کُرفو (Corfu) در این کشور، عاشق زنی یونانی می‌شود.
به دنبال این قضیه نادا و رلیا نامزدی خود را بهم می‌زنند. نادا هرگز از این ضربه‌ی خردکننده بهبود نیافته و مدتی بعد به دلیل همین شکست عشقی، می‌میرد. بعد از این جریان زنان جوان اهل شهر وِرنیاجکا بانیا برای حفظ عشق خود شروع به نوشتن نام خود و عاشق خود روی قفل‌ها نموده و این قفل‌ها را به نرده‌های پلی وصل می‌کنند که نادا و رلیا همدیگر را روی آن پل ملاقات می‌کردند.
ظهور قفل‌های عشق در سایر بخش ‌های اروپا به اوایل دهه ۲۰۰۰ میلادی برمی‌گردد. با اینکه دلیل گسترش سریع و وسیع این قفل‌ها مشخص نیست؛ اما مراسم بستن قفل به پل میلویو (Ponte Milvio) که در رم برگزار می‌شود به کتابی که فدریکو موچیا (Federico Moccia) در سال ۲۰۰۶ تحت عنوان «تو را می‌خواهم» (I Want you) نوشته بود، بازمی‌گردد. در سال ۲۰۰۷ فیلمی از روی این کتاب ساخته شد.